# Pirtói Nagy-tó
Pirtói Nagy-tó este o arie protejată (arie specială de conservare — SAC, sit de importanță comunitară — SCI) din Ungaria întinsă pe o suprafață de 256,54 ha, integral pe uscat.

## Localizare
Centrul sitului Pirtói Nagy-tó este situat la coordonatele 46°31′31″N 19°27′47″E / 46.5253°N 19.4631°E.

## Înființare
Situl Pirtói Nagy-tó a fost declarat sit de importanță comunitară în mai 2004 pentru a proteja 1 specie de plante și 1 specie de animale. Situl a fost protejat și ca arie specială de conservare în februarie 2010.

## Biodiversitate
Situată în ecoregiunea panonică, aria protejată conține 3 habitate naturale: Stepe și mlaștini sărate panonice, Pajiști aluvionare inundabile, de Cnidion dubii, Stepe panonice nisipoase.
La baza desemnării sitului se află mai multe specii protejate:
- plante (1): Cirsium brachycephalum
- nevertebrate (1): fluturele purpuriu (Lycaena dispar)

Pe lângă speciile protejate, pe teritoriul sitului au mai fost identificate 13 specii de plante, 9 specii de amfibieni, 2 specii de mamifere, 16 specii de nevertebrate, 4 specii de reptile.